# Operación Dugo
Operación Dugo (en hebreo: מבצע דוגו‎) es un evento anual en Israel que celebra la supervivencia del Holocausto y conmemora la marcha de la muerte del campo de concentración de Auschwitz comiendo faláfel el 18 de enero. Este evento tiene su origen en la costumbre personal del sobreviviente del Holocausto David «Dugo» Leitner, que ganó popularidad a partir de 2016.

## Antecedentes

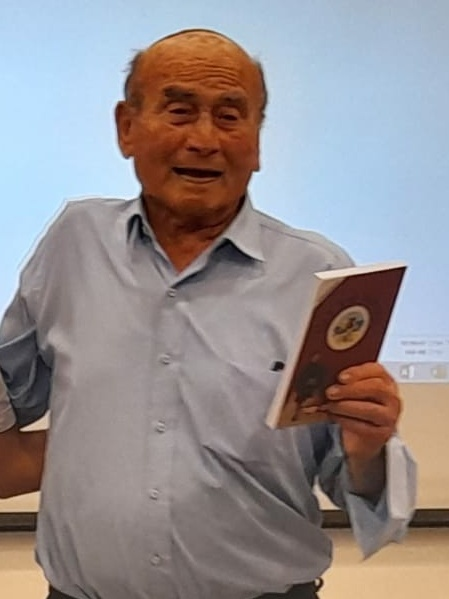
Leitner en 2021.

David «Dugo» Leitner nació en Nyíregyháza, Hungría, en 1930, en una familia judía ortodoxa de seis miembros. Tras la ocupación alemana de Hungría en 1944, su familia fue trasladada al gueto de Nyíregyháza en marzo de 1944, y deportada al campo de concentración de Auschwitz seis semanas después, en mayo de 1944. El 12 de enero de 1945, el ejército soviético comenzó su ofensiva del Vístula-Óder, avanzando sobre la Polonia ocupada y acercándose a Auschwitz. Entre el 17 y el 21 de enero, las SS obligaron a marchar a unos 56.000 prisioneros de Auschwitz y sus subcampos. Se estima que entre 9000 y 15 000 prisioneros murieron durante estas marchas.
Leitner, que en ese momento tenía sólo 15 años, fue sacado de Auschwitz el 18 de enero. Durante la marcha, sacó fuerzas de los cuentos de su madre sobre las bilkelach, unas bolas de masa de color marrón dorado muy populares entre los judíos de Europa Central que, según ella, crecían en los árboles de la Tierra de Israel. Leitner sobrevivió a la marcha y fue transferido al campo de concentración de Mauthausen y más tarde al subcampo de Gunskirchen, donde finalmente fue liberado. Después de emigrar a Israel en 1949, visitó el mercado Mahane Yehuda y vio bolas de faláfel friéndose, lo que le recordó al bilkelach de las historias de su madre. Resolvió comer dos porciones de falafel cada año el 18 de enero.
Leitner fue miembro fundador de Nir Galim. Murió el día de Tisha b'Av de 2023 a la edad de 93 años.

## Popularización

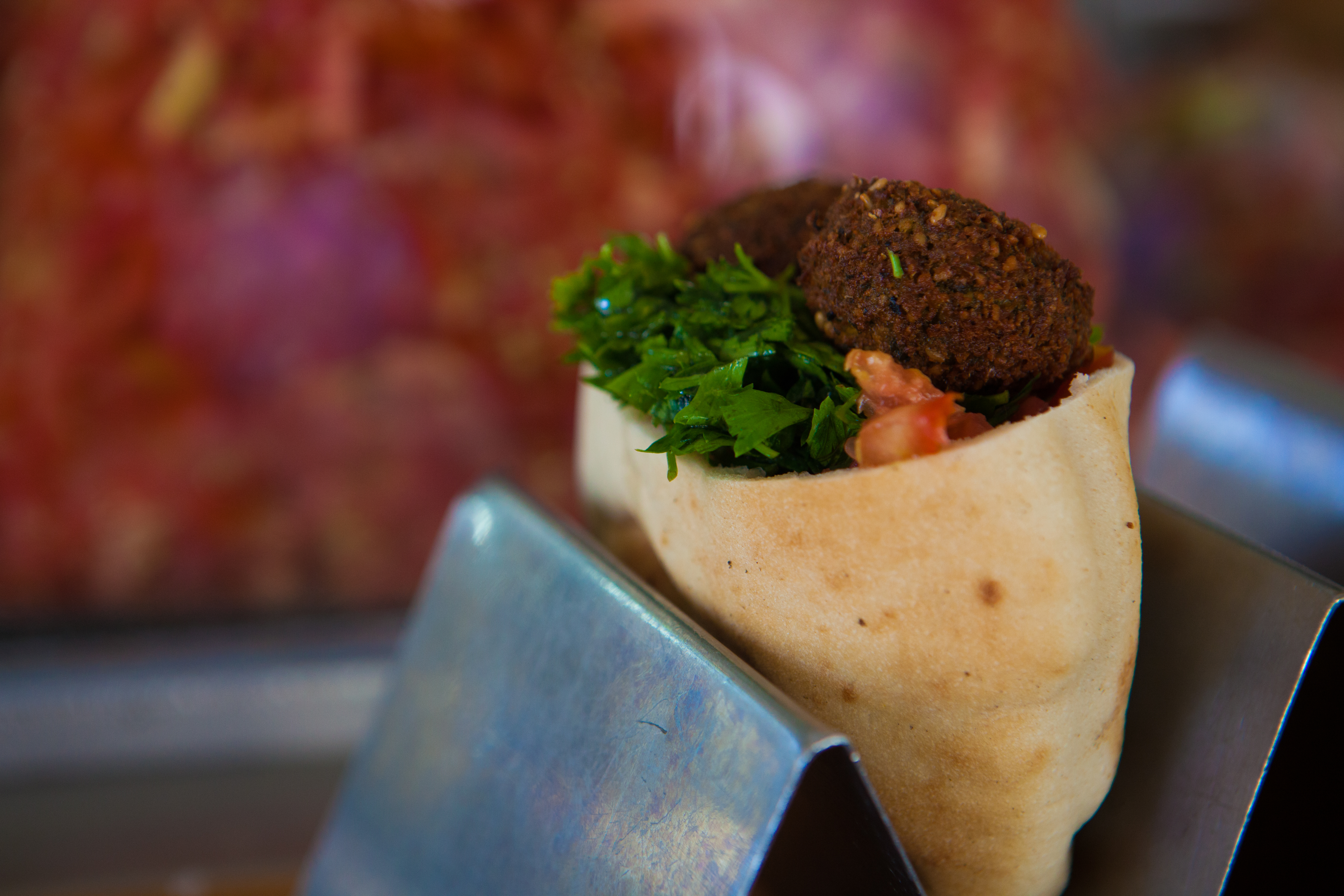
Una porción típica israelí de faláfel en pan pita.

Durante muchos años, Leitner observó su costumbre personal en soledad, comiendo una porción doble de faláfel cerca de Nir Galim. Con el tiempo, familiares y amigos se unieron a él, y finalmente atrajo a cientos de participantes, incluida toda la población de Nir Galim.
En 2016, su hija, Zahava Kor, que había escrito un libro sobre su historia en 2005,  colaboró con la Casa de Testimonios de Nir Galim lanzar la Operación Dugo. Se animó al público a comer faláfel, tomar fotografías y compartirlas en las redes sociales. Desde entonces, la iniciativa se ha ampliado para incluir varios sectores, como el Servicio Penitenciario de Israel, oficinas gubernamentales, lugares de trabajo y embajadas, que sirven faláfel en este día, así como muchas escuelas en Israel y en todo el mundo que observan el día estudiando las marchas de la muerte. En 2024, el presidente de la Knéset, Amir Ohana, anunció que se instalará un puesto especial de faláfel en la Knéset cada 18 de enero en memoria de Leitner, y la cafetería de la Knesset conmemorará una década de participación en 2025. 
También participan comunidades judías de todo el mundo. La embajada de Israel en Varsovia regaló cientos de porciones para conmemorar el día en 2021, al igual que la embajada de Israel en Londres en 2023, donando faláfel a personas sin hogar de la ciudad.
Entre las personas que compartieron personalmente un faláfel con Leitner se encuentran el presidente Reuven Rivlin en 2019, el jefe de gabinete militar Aviv Kochavi en 2020, y el presidente Isaac Herzog en 2023.